# Peggy Fortnum
Peggy Fortnum (née Margaret Emily Noel Fortnum le 23 décembre 1919 et morte le 28 mars 2016) est une illustratrice anglaise. Elle est principalement connue pour avoir dessiné l'ours Paddington.

## Biographie
Peggy Fortnum naît à Harrow on the Hill, une banlieue londonienne, en 1919. Ses parents sont Arthur Fortnum, un officier de marine, et Mary Hay, descendante d'un gouverner de Tobago. Alors qu'elle est écolière, ses matières de prédilection sont la peinture et le dessin ; elle est reçue comme élève à la Tunbridge Wells School of Art en 1939. Témoin des premiers bombardements de Londres en septembre 1940, Fortnum s'engage dans l'Auxiliary Territorial Service ; elle est gravement blessée lorsqu'un camion lui roule sur la jambe par accident et suit une longue convalescence dans un hôpital militaire, puis chez elle. La pension que lui verse l'armée en compensation lui permet de rejoindre la Central School of Arts and Crafts de Londres. Elle y rencontre Judith Kerr.
Peggy Fortnum étudie entre autres auprès du graveur John Farleigh, qui la juge prometteuse, « à condition qu'elle n'illustre pas d'animaux habillés ». À la sortie de cette école, elle travaille comme professeur d'art, peintre et créatrice textile. Son premier contrat d'illustratrice concerne Dorcas the Wooden Doll, de Mary F. Moore, en 1944 ; les demandes s'enchaînent et elle finit par se concentrer sur l'illustration. 
En 1958, elle épouse Ralph Nuttall-Smith, un artiste et sculpteur ; le couple s'installe près de Colchester. Lorsqu'elle est contactée pour dessiner Paddington, elle s'inspire des ours malais du zoo de Londres ; A Bear Called Paddington, écrit par Michael Bond et illustré par Peggy Fortnum, sort en 1958.
Elle prend sa retraite en 1983, atteinte d'arthrite qui l'empêche de continuer confortablement. Elle aura illustré plus de 80 livres, dont Thursday's Child de Noel Streatfeild en 1970, The Reluctant Dragon de Kenneth Grahame en 1972, The Happy Prince d'Oscar Wilde en 1968 et des ouvrages de Patricia Lynch comme les aventures de l'âne Longues-Oreilles.
Son mari meurt en 1988 ; en 1998, Fortnum voit la réédition de la première édition de Paddington, où figurent ses dessins. Peggy Fortnum meurt en mars 2016 dans une maison de retraite à Colchester.